# Jupiaba maroniensis

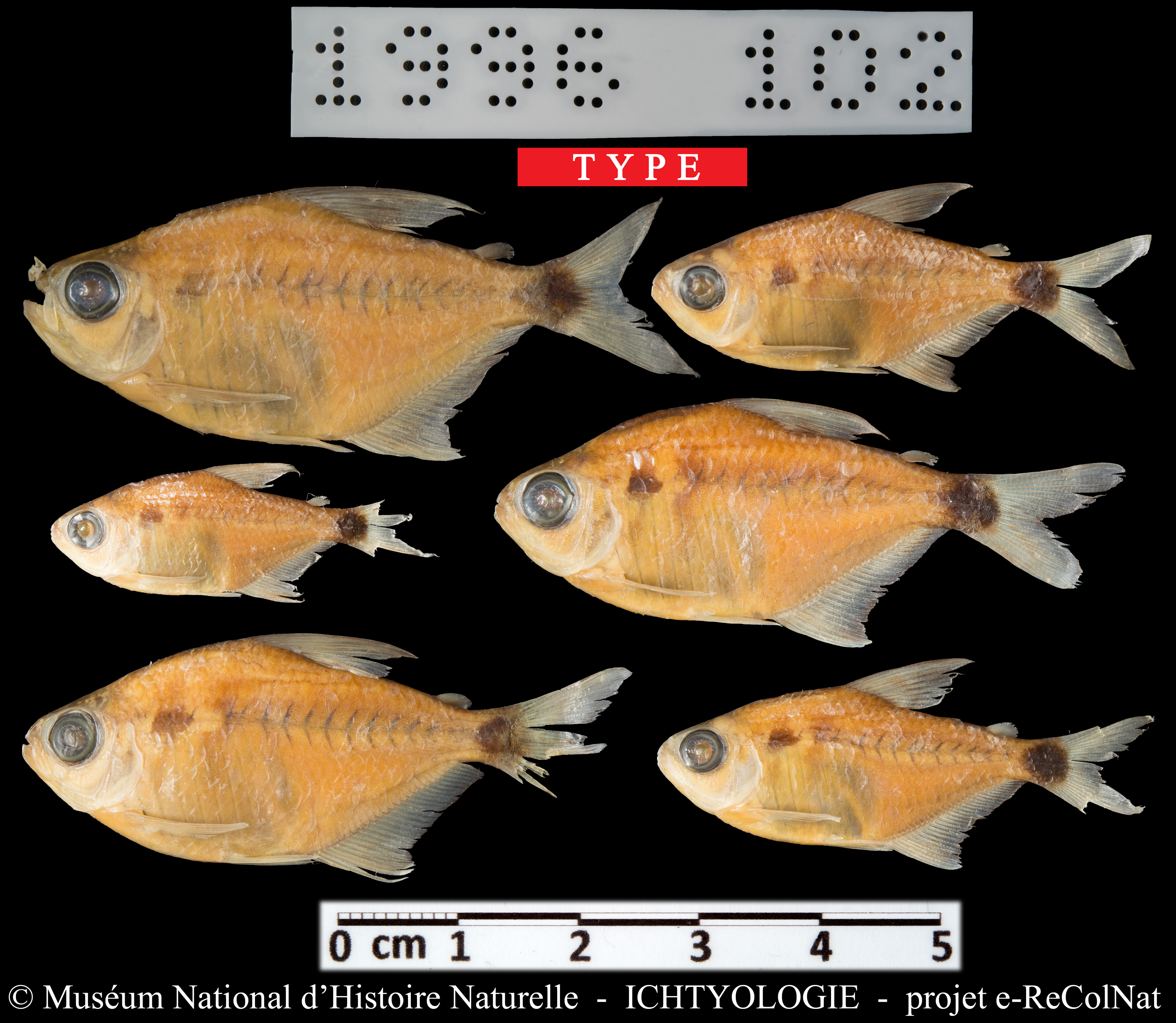
Jupiaba maroniensis recolectadas en la Guayana Francesa

Jupiaba maroniensis es una especie de pez de la familia Characidae en el orden de los Characiformes.

## Morfología
Los machos pueden llegar alcanzar los 6 cm de longitud total.

## Hábitat
Vive en zonas de clima tropical.

## Distribución geográfica
Se encuentran en Sudamérica: Guayana Francesa.